# 格拉迪斯·朗兹伯瑞·霍比
格拉迪斯·朗兹伯瑞·霍比（英語：Gladys Lounsbury Hobby，1910年11月19日—1993年7月4日）生于纽约，是一位美国微生物学家，其研究在人类对抗细菌药的认知、研发中起到了举足轻重的作用。第二次世界大战期间，她的研究成果将青霉素从试验阶段带到了大批量生产阶段。